# Eric Davis (calciatore 1932)
Eric William Charles Davis (Plymouth, 26 febbraio 1932 – luglio 2007) è stato un calciatore inglese, di ruolo attaccante.

## Caratteristiche tecniche
Era un centravanti.

## Carriera
Dopo aver giocato con Rhyl e Tavistock Town a livello semiprofessionistico, nel 1952 viene tesserato dal Plymouth, club della sua città natale, militante nella seconda divisione inglese. Qui, all'età di 20 anni esordisce tra i professionisti segnando un gol in 2 partite di campionato. Negli anni successivi gioca prevalentemente come riserva, superando comunque quasi sempre la doppia cifra di presenze stagionali: totalizza infatti 9 presenze e 5 reti nella stagione 1953-1954, 15 presenze e 8 reti nella stagione 1954-1955 e 18 presenze e 4 reti nella stagione 1955-1956, terminata la quale il club retrocede in terza divisione, categoria nella quale Davis va a segno per 11 volte in 19 presenze nella stagione 1956-1957, la sua ultima nel Plymouth, club con cui ha totalizzato complessivamente 64 presenze e 29 reti in incontri di campionato (oltre a 3 presenze senza mai segnare in FA Cup).
Nell'estate del 1957 viene ceduto allo Scunthorpe Utd, club con il quale gioca per due stagioni (dal 1957 al 1959), vincendo la Third Division North nella stagione 1957-1958 e poi giocando in seconda divisione nella stagione seguente, per un totale di 40 presenze e 20 reti in incontri di campionato con la maglia degli Irons. L'anno seguente gioca invece in quarta divisione al Chester (31 presenze ed 11 reti), mentre nella stagione 1960-1961 dopo una breve parentesi all'Oldham Athletic (con cui segna un gol in 2 partite in quarta divisione) va a ricoprire il doppio ruolo di giocatore ed allenatore i semiprofessionisti del Falmouth Town.
In carriera ha totalizzato complessivamente 137 presenze e 61 reti nei campionati della Football League.